# Rio Paiquerê
Der Rio Paiquerê ist der etwa 13 km lange rechte Quellfluss des Rio Piquiri in der Mitte des brasilianischen Bundesstaats Paraná.

## Geografie

### Lage
Das Einzugsgebiet des Rio Paiquerê befindet sich auf dem Terceiro Planalto Paranaense (Dritte oder Guarapuava-Hochebene von Paraná).

### Verlauf
Sein Quellgebiet liegt auf der Grenze zwischen den Munizipien Guarapuava und Turvo auf 1.207 m Meereshöhe am Westabhang der Serra Geral etwa 10 km westlich der Ortschaft Comunidade Mapim in der Nähe der PRC-466.
Der Fluss verläuft in nordwestlicher Richtung. Er dient in seinem gesamten Lauf als Grenzfluss der beiden Munizipien. Er bildet auf 1.040 m Höhe zusammen mit dem Rio da Barra den Rio Piquiri. Er ist etwa 13 km lang.

### Munizipien im Einzugsgebiet
Am Rio Paiquerê liegen die zwei Munizipien  Guarapuava und Turvo.